# Abeno Harukas
De Abeno Harukas (Japans: あべのハルカス) is een wolkenkrabber gelegen in Abeno-ku, Osaka, Japan.
De bouw werd gestart in januari 2010 en werd voltooid in 2014. Het gebouw heeft 60 verdiepingen en heeft een functionele hoogte van 300 meter.
Het wordt beheerd door Kintetsu Group Holdings.

## Betekenis naam
De naam van de wolkenkrabber "Abeno Harukas" komt van het oude Japanse woord harukasu (晴るかす), wat 'verhelderen' of 'ophelderen' betekent.